# Idiocelyphus indefinatus
Idiocelyphus indefinatus är en tvåvingeart som beskrevs av Joaquin A. Tenorio 1972. Idiocelyphus indefinatus ingår i släktet Idiocelyphus och familjen Celyphidae.
Artens utbredningsområde är Filippinerna. Inga underarter finns listade i Catalogue of Life.